# Правителство на Социалистическа република Македония (12)
Дванадесетото правителство на Социалистическа република Македония е формирано на 7 май 1969 година. Изпълнителният съвет остава на власт до 29 декември 1971 година.

## Състав на Изпълнителния съвет
Съставът на правителството е следният:
- Ксенте Богоев – председател
- Мориц Романо – член
- Азем Зулфикари – член
- Славка Георгиева – Андреевич – член
- Йездимир Богдански – член
- Любчо Гроздев – член
- Драган Захариевски – член
- Фахри Мехмед – Кая – член
- Георги Оровчанов – член
- Младен Павловски – член
- Анте Поповски – член
- Никола Узунов – член
- Стоян Кьосев – член
- Томислав Чокревски – член и републикански секретар за образование, наука и култура[2]